# Berlin (Alabama)
Berlin város az USA Alabama államában, Cullman megyében. Lakosainak száma 476 fő (2020. április 1.). A város megalakulása óta csak egy népszámlálás volt.